# Ulica Niepodległości w Iławie

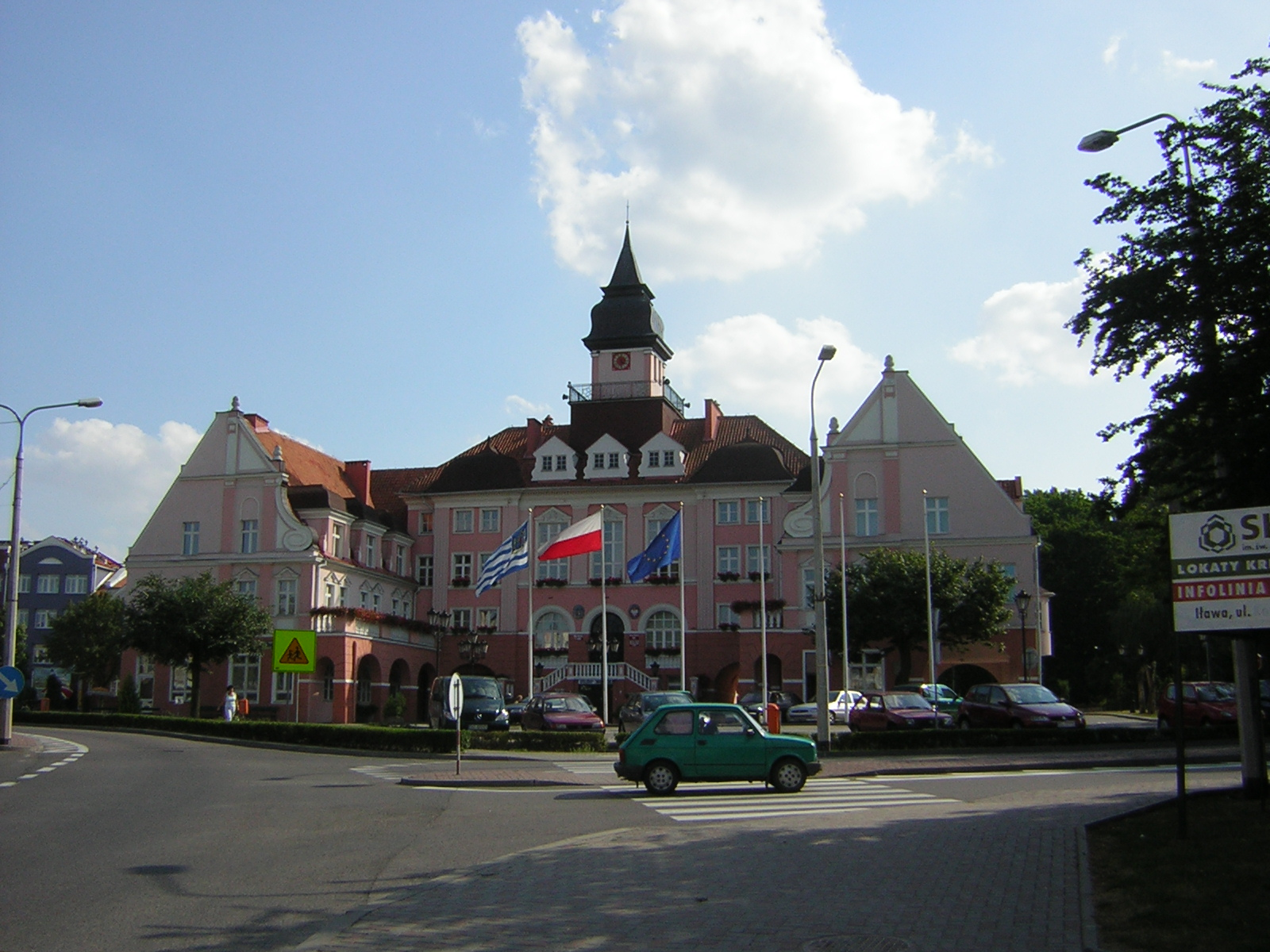
Ratusz w Iławie

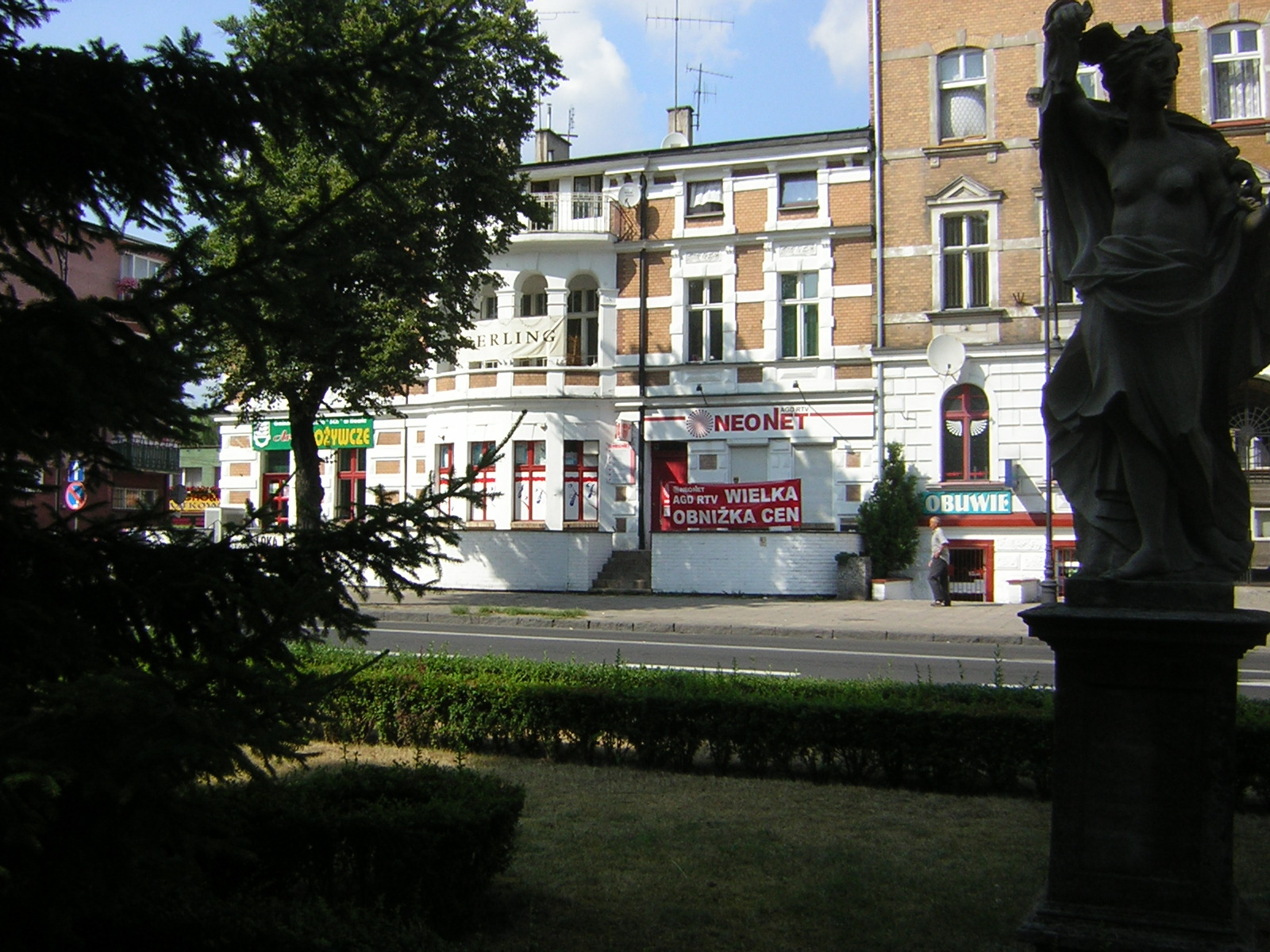
Kamienica przy ul. Niepodległości 4

Ulica Niepodległości w Iławie – jedna z głównych ulic Centrum i Starego Miasta. Odcinek od skrzyżowania z ul. Jagiellończyka, Kościuszki i Królowej Jadwigi do skrzyżowania z ul. Dąbrowskiego stanowi część drogi krajowej nr 16. Pozostały odcinek jest o znaczeniu lokalnym i stanowi dojazd do bloków mieszkalnych na Starym Mieście. W czasach przedwojennych ulica nosiła nazwę Kaiserstraße.

## Obiekty

### Zabytki
- Cztery barokowe rzeźby na terenu Parku Miejskiego, przywiezione z Kamieńca
- Kamienica przy ul. Niepodległości 4
- Neobarokowy Ratusz – siedziba Urzędu Miasta
- Neoklasycystyczna Hala Miejska – obecnie Kino PASJA

### Pozostałe obiekty
- restauracje, bary i kawiarnie na terenie Parku Miejskiego
- Amfiteatr im. Louisa Armstronga
- Bank PKO BP
- Hala Sportowo-Widowiskowa
- Szkoła Podstawowa nr 3

## Komunikacja
Ulicą Niepodległości biegną trasy 6 linii komunikacyjnych. Są to linie numer:
- 1 – (Cmentarz-Długa)
- 2 – (Ogrody-Długa)
- 4 – (Aleja Jana Pawła II-Dworzec Główny)
- 5 – (Sienkiewicza-Długa)
- 7 – (Nowa Wieś-Nowa Wieś)
- 8 – (Radomek-Długa)